# Ritidae
Ritidae (лат.) — семейство рыб отряда сомообразных.

## Описание
Представители семейства отличаются увеличенными грудными и спинными шипами, коротким анальным плавником. Глаза расположены на по бокам на верхней поверхности головы.

## Распространение
Обитает в Азии: Афганистане, Пакистане, Индии, Непале, Бангладеше, Мьянме и Таиланде.

## Классификация
Включает два рода. Ранее считались подсемейством Bogaridae. Исследования опубликованные в 2003-2006 годах подтвердили самостоятельный статус семейства.
- Rita Bleeker, 1854
  - Rita bakalu Lal et al., 2016
  - Rita chrysea Day, 1877
  - Rita gogra (Sykes, 1839)
  - Rita kuturnee (Sykes, 1839)
  - Rita macracanthus Ng, 2004
  - Rita rita (Hamilton, 1822)
  - Rita sacerdotum Anderson, 1879
- Nanobagrus Mo, 1991
  - Nanobagrus armatus (Vaillant, 1902)
  - Nanobagrus fuscus (Popta, 1904)
  - Nanobagrus immaculatus Ng, 2008
  - Nanobagrus lemniscatus Ng, 2010
  - Nanobagrus nebulosus Ng & Tan, 1999
  - Nanobagrus stellatus Tan & Ng, 2000
  - Nanobagrus torquatus Thomson, López, Hadiaty & Page, 2008

## Палеонтология
В ископаемом состоянии известны из отложений плиоцена.